# Saal der Generalstände

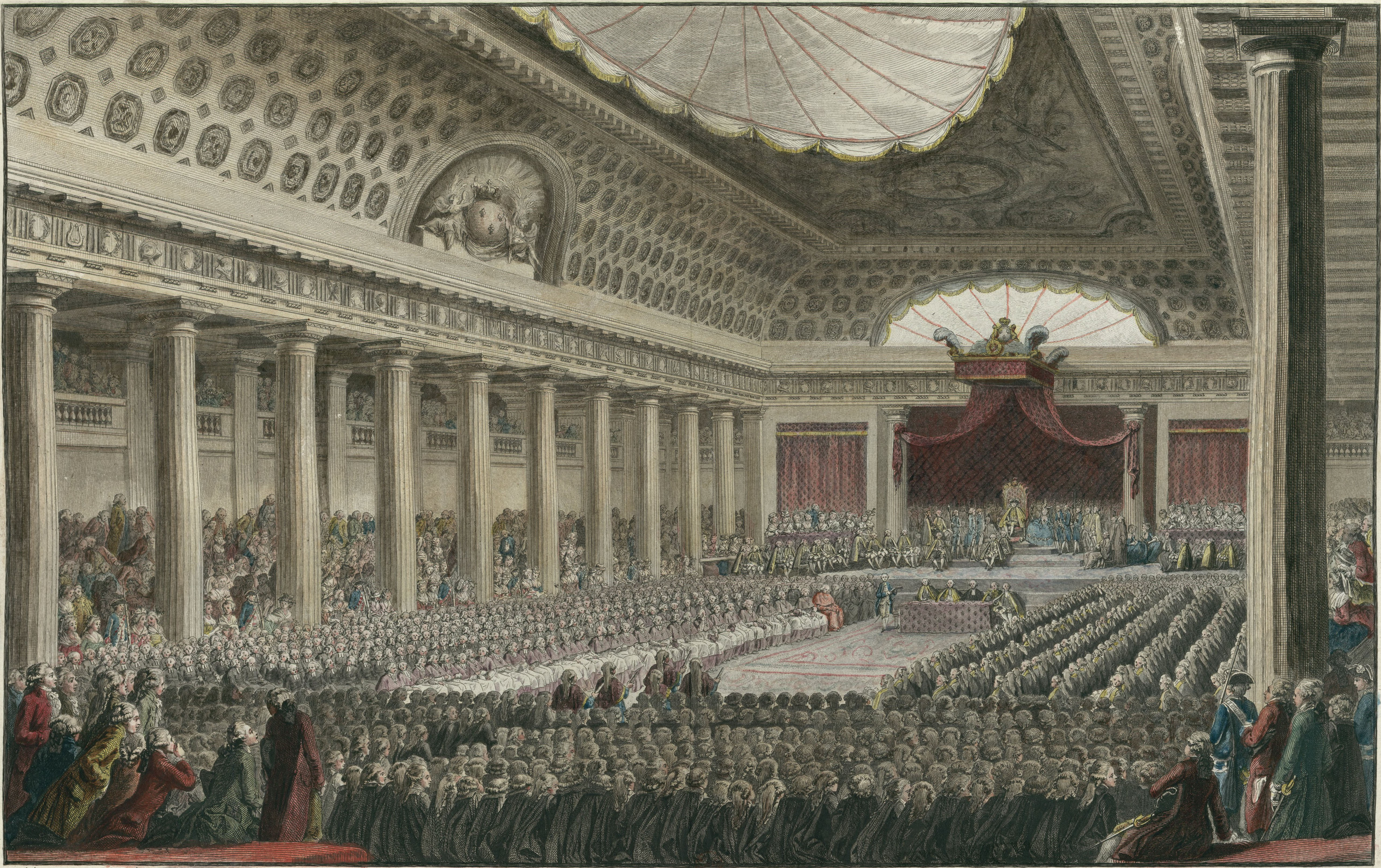
Stich von Isidore-Stanislas Helman nach einer Zeichnung von Charles Monnet: Eröffnung der Generalstände am 5. Mai 1789

Der Saal der Generalstände in Versailles (ehemaliger Standort) war eine temporäre Konstruktion aus Holz und Leinwand des Architekten Pierre-Adrien Pâris in einer Halle am Stadthaus der „Menus Plaisirs“ an der „Rue des États Généraux“, ehemals „Rue des Chantiers“. Der Gebäudekomplex ist seit 1987 Sitz des Zentrums für Barockmusik, des "Centre de Musique Baroque de Versailles".

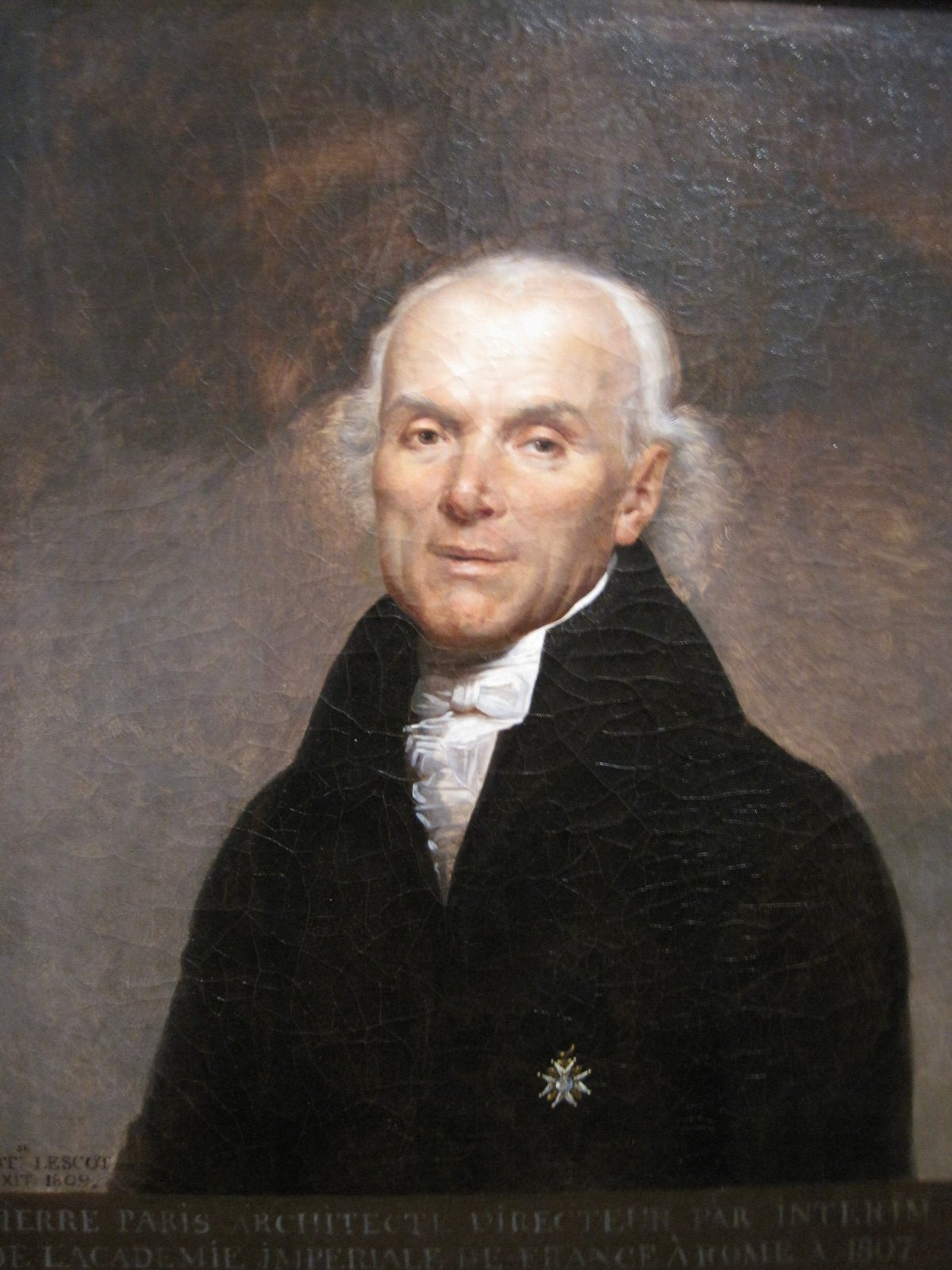
Der Architekt Pierre-Adrien Pâris, (1745–1819), Musée des Beaux-Arts de Besançon

Der Saal diente als Kulisse für die letzte große Selbst-Inszenierung der  absolutistischen, französischen Monarchie während der feierlichen Eröffnung der Generalstände am 5. Mai 1789. Danach war der Saal Schauplatz:
- der Gründung der Nationalversammlung am 17. Juni 1789
- der Abschaffung der Ständeprivilegien und -pflichten am 4. August 1789
- der Verkündung der Menschen- und Bürgerrechte am 26. August 1789

Die letzte Sitzung der Nationalversammlung vor der Umsiedlung nach Paris fand am 15. Oktober 1789 in Versailles statt. Nach Leerstand und Besitzerwechsel wurde der Saal zusammen mit der Halle, in der er errichtet worden war, im Jahr 1802 abgerissen.

## Allgemeines
Die Halle mit dem Saal der Ständeversammlung  – in zeitgenössischen Quellen "Hangar" genannt – bedeckte die gesamte Fläche des Gartens vom Stadthaus der "Menus Plaisirs. Die Halle war von 1786 bis Ende 1787 ursprünglich für große Ateliers sowie Lagerräume erbaut worden. Sie war vor der Erweiterung im Jahr 1789 54 m lang und 44 m breit.

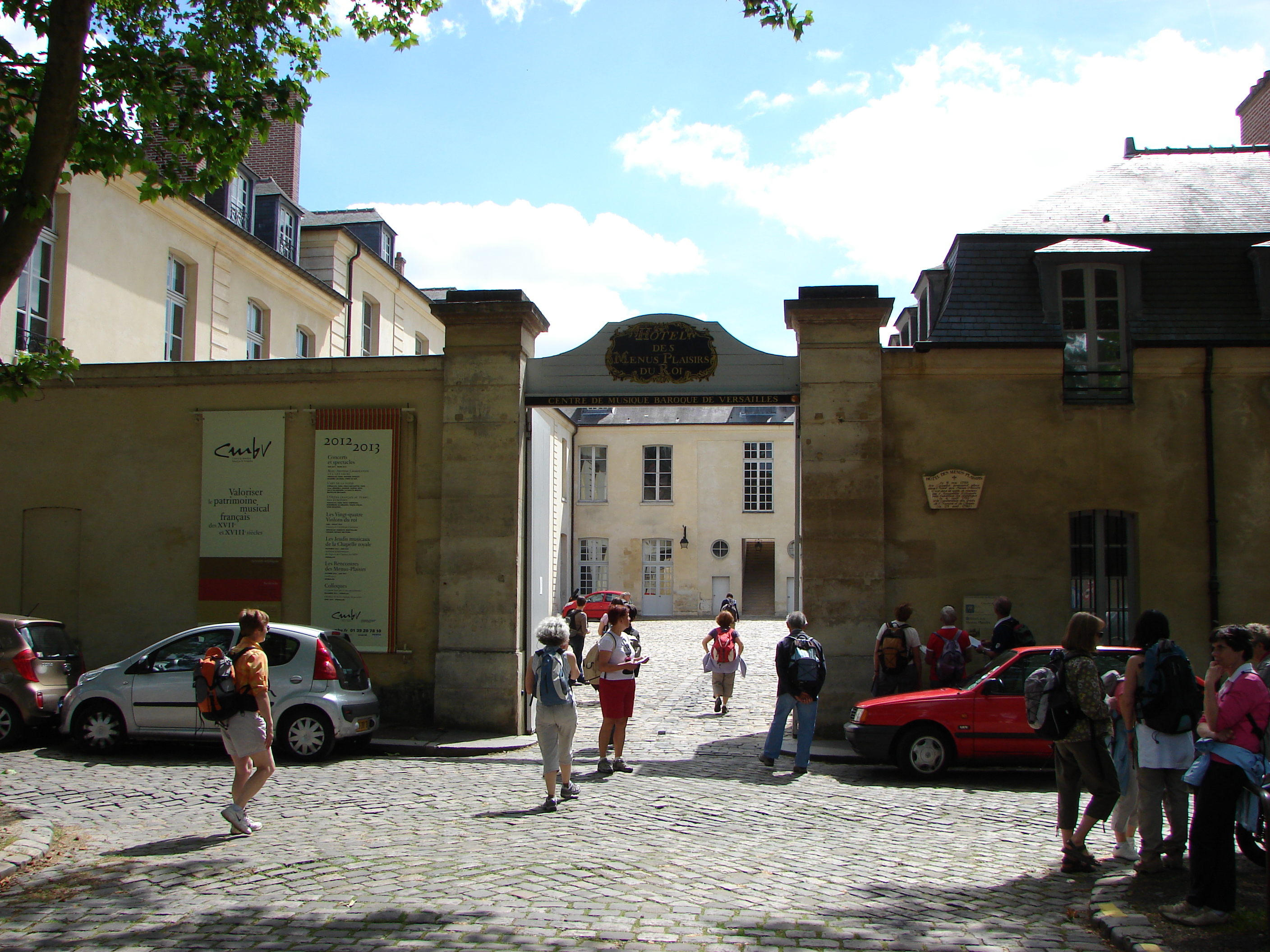
Portal zum Ehrenhof des Stadthauses der "Menus Plaisirs" an der "Avenue de Paris" in Versailles

Das Stadthaus der "Menus Plaisirs" war um 1745 nach dem Muster eines städtischen Adelspalastes ("Hôtel particulier") errichtet worden. Es hat einen Ehrenhof zur "Avenue de Paris" und einen rückwärtigen Garten zur heutigen "Rue des États Généraux", ehemals „Rue des Chantiers“. Seitlich grenzt das Grundstück an die "Rue de l'Assemblée nationale", ehemals "Rue St. Martin". Der Garten liegt mehrere Meter bzw. ein Stockwerk höher als der Ehrenhof. Dieses Stadthaus war seit 1750 eine Zweigstelle der Zentrale der "Menus Plaisirs" in Paris. Außer in Versailles gab es weitere Zweigstellen in Fontainebleau, Compiegne, Choisy und beim heute nicht mehr existierenden Schloss Saint-Hubert (Perray-in-Yvelines).

## Bau
Der große Versammlungssaal der Generalstände mit einer Länge von 56 m und einer Breite von 31,5 m wurde ab Anfang März 1789 in zwei Monaten errichtet. Dazu wurden Bau- und Dekor-Elemente zweier Säle der Notabeln-Versammlungen der Jahre 1787 und 1788 verwendet. Gearbeitet wurde Tag und Nacht, es gab unter den Arbeitern sechs Verletzte und ein Todesopfer.
Auch König Ludwig XVI. von Frankreich verletzte sich bei einem Baustellen-Besuch Anfang April 1789 im Brustbereich leicht. Eine Planke eines Baugerüstes im Dachstuhl zerbrach unter ihm. Der König konnte sich jedoch an einem rohen Holz-Pfosten neben ihm festhalten, bis Hilfe kam. Er verletzte sich aber an Splittern dieses Holz-Pfostens leicht.
Zusätzlich zum großen Versammlungssaal (nebst Zusatzräumen) wurde auf der heutigen "Rue des États Généraux" ein langgestreckter temporärer Bau für eine Galerie errichtet. Im Stadthaus selbst schuf man zwei kleinere Versammlungssäle für den ersten und zweiten Stand (Geistlichkeit und Adel) nebst Zusatzräumen. Der dritte Stand hatte in der endgültigen Ausführung keinen eigenen Versammlungsraum, obwohl ein solcher Saal im vierten bzw. vorletzten Grundriss-Entwurf vorgesehen gewesen war.
Die Gesamtkosten für den großen temporären Saal nebst Nebenräumen beliefen sich auf insgesamt 213.871 livres.

## Architektur

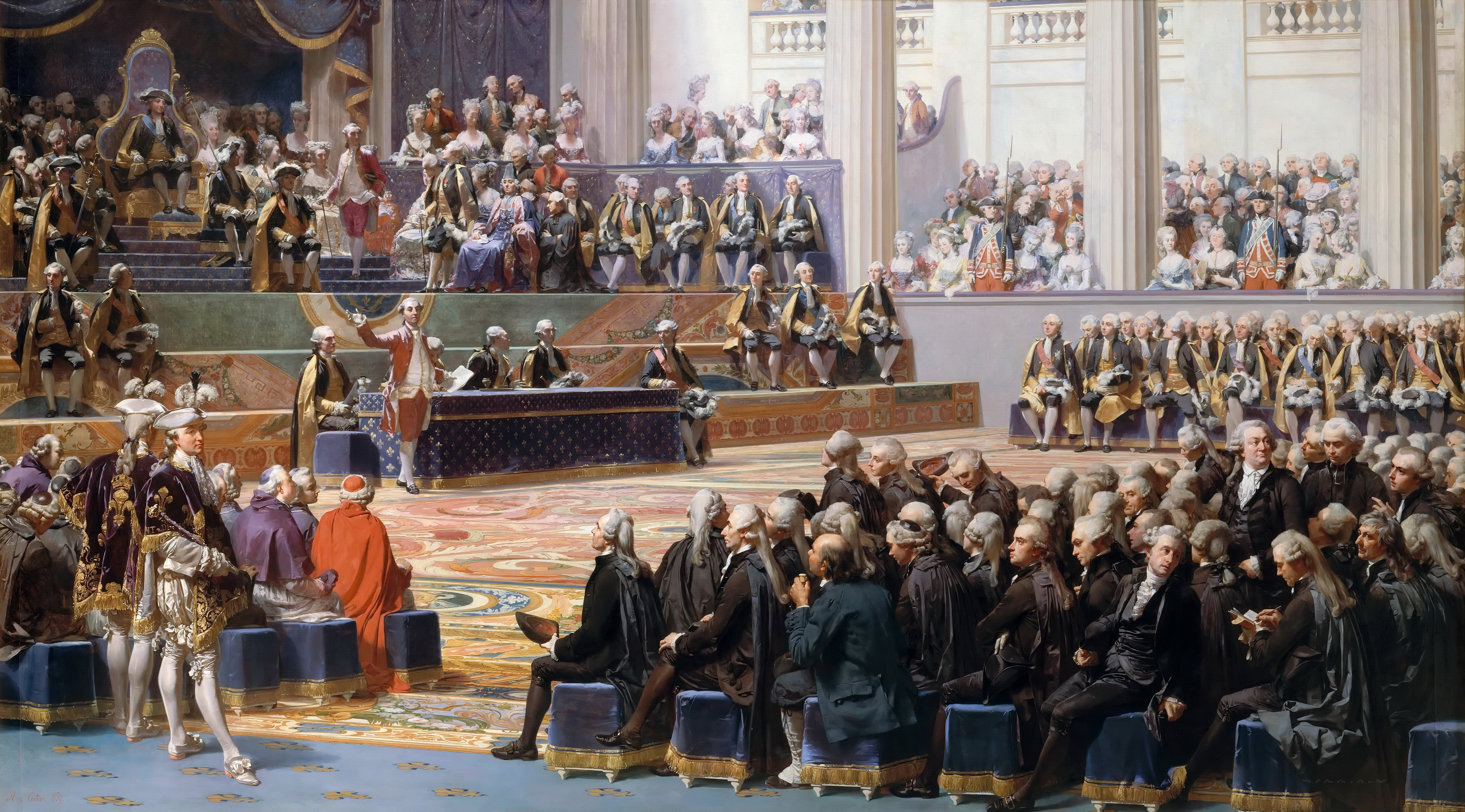
Öl auf Leinwand, Louis-Charles-Auguste Couder 1839: Eröffnung der Generalstände am 5. Mai 1789

Errichtet wurde ein Saal mit einem ca. 20 m breiten und ca. 13 m hohen, längsrechteckigen Mittelraum für die knapp 1200 Vertreter der drei Stände. Der mittlere Saal wurde an beiden Längsseiten von ca. 7 m hohen, schmalen Seitenräumen mit Zuschauertribünen flankiert.
Insgesamt 26 kannelierte dorische Säulen ohne Basis aus Tannenholz von 7 m Höhe umgaben den Mittelraum:
- jeweils eine Reihe von 10 Säulen an den beiden Längsseiten
- 4 Säulen an der Schmalseite zur „Rue des États Généraux“
- 2 Säulen an der gegenüberliegenden Schmalseite, zu Seiten des königlichen Throns.[12]

Die Decke des Mittelraumes – ebenfalls aus Tannenholz – war nach den zeitgenössischen Stichen als Spiegelgewölbe gestaltet, mit achteckig kassettierten, gewölbten Seiten.
Das Zentrum des flachen Gewölbespiegels (30 m lang und 11 m breit) bildete eine große ovale Lichtöffnung. Lichtdurchscheinender weißer Seidentaft verdeckte den Blick in den darüber liegenden Dachstuhl. Für weiteres Licht sorgten halbrunde Fenster an den beiden Gewölbe-Schmalseiten, jeweils auch mit lichtdurchscheinendem weißem Seidentaft verkleidet.
Den kannelierten dorischen Säulen an den Längsseiten des Saales entsprachen an der rückwärtigen Wand jeweils kannelierte dorische Pilaster, auch diese wiederum aus Tannenholz. Die Wände zwischen den Pilastern öffneten sich im oberen Drittel zu Emporen mit Balustraden. Die unteren Zuschauer-Tribünen an den Längsseiten hatten wohl jeweils sechs ansteigende Sitzreihen, die Logen-artigen Emporen wohl jeweils vier ansteigende Sitzreihen für Zuschauer. Zur Anwendung kam bei allen Elementen eine modulare Konstruktion aus vorgefertigten Teilen weitestgehend mit Steckverbindungen mit Nut und Feder.
Der Fries aus Triglyphen und Metopen des dorischen Gebälks war illusionistisch gemalt, ebenso der Marmor-Reliefschmuck der Metopen. Ebenfalls illusionistisch gemalt waren die achteckigen Kassetten der Gewölbeseiten, die halbkreisförmigen flachen Nischen nebst Reliefschmuck im Zentrum der beiden Gewölbe-Längsseiten und der Reliefschmuck des Gewölbespiegels seitlich der zentralen Lichtöffnung.

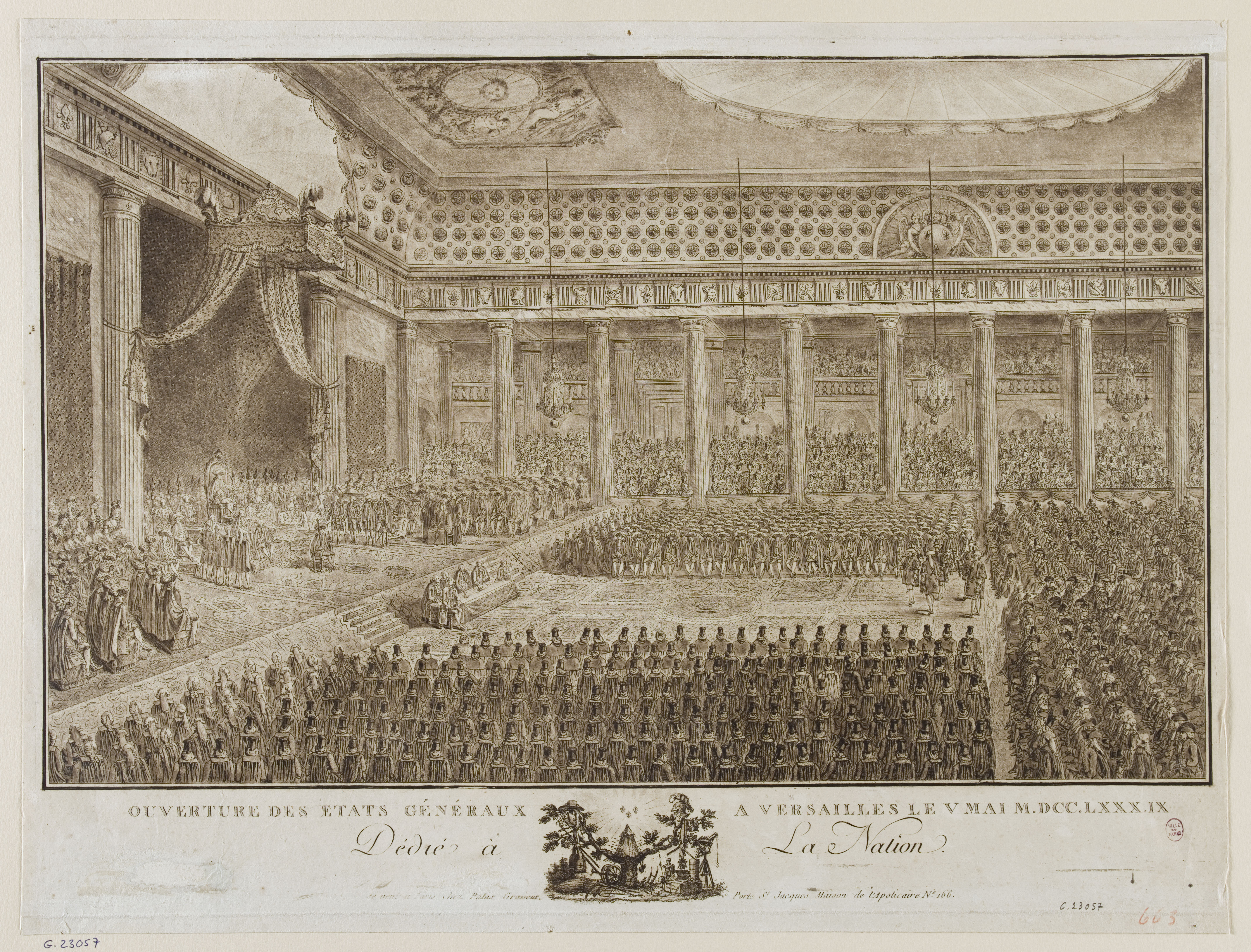
Aquatinta-Radierung von Charles Emmanuel Patas nach einem nicht genannten Zeichner: Eröffnung der Generalstände am 5. Mai 1789

Darüber hinaus schmückten illusionistisch gemalte Nischen nebst Statuen auf Sockeln die Wände der schmalen Räume zu Seiten des erhöhten Mittelraumes: französische Könige und Allegorien in Form illusionistisch gemalter, weißer Marmor-Statuen von 1,79 m Höhe. Die Höhe der Sockel ist in der Kostenaufstellung der Maler-Arbeiten nicht angegeben. Sockel und Statuen waren bei der Eröffnung der Generalstände durch die ansteigenden Zuschauertribünen teilweise verdeckt.
Die Bemalung bzw. farbige Fassung sollte den Eindruck folgender Materialien erzeugen:
- Säulenschäfte, Pilaster, Balken, Balustraden und Hintergründe: geäderter weißer Marmor
- Gebälk, Kapitelle, Wandfelder, Verzierungen, Figuren, Reliefs und plastische Gliederungselemente: weißer Marmor
- Sockel von Statuen: grauer Marmor („brèche grise“)

Der bekannte Stich der Eröffnung der Generalstände von Isidore-Stanislas Helman nach einer Zeichnung von Charles Monnet. vermittelt allerdings den Eindruck einer einheitlich weißen bzw. creme-weißen Farbigkeit des Raumes. Die gemalten Statuen-Nischen sind nicht wiedergegeben. Der Raum wirkt monumentaler, strenger und schlichter als aus den Archivalien erschließbar. Den gleichen Eindruck vermittelt der Architektur-Hintergrund auf dem Ölbild von Louis-Charles-Auguste Couder aus dem Jahr 1839.
Eine Aquatinta-Radierung von Charles Emmanuel Patas nach einem nicht genannten Zeichner scheint den Raum wirklichkeitsgetreuer wiederzugeben. Die gemalten Rundbogen-Nischen mit den gemalten weiß-marmornen Statuen französischer Könige sind über bzw. hinter den Zuschauer-Rängen sichtbar. Zusätzlich sieht man an der Stirnwand zu Seiten des Thrones hellere Wandfelder auf dunklerem Grund ("weißer Marmor" in "geädertem weißem Marmor"). Auch die Äderung der kannelierten Säulen und Pilaster ist auf der Grafik deutlich sichtbar.
Die Reihe gemalter Statuen französischer Könige wurde bisher noch nicht näher untersucht. Neben der Aquatinta-Radierung von Charles Emmanuel Patas zeigt auch eine Medaille von Nicolas Marie Gatteaux und Pierre Simon Benjamin Duvivier zur Abschaffung der Ständeprivilegien und -pflichten am 4. August 1789 die illusionistisch gemalten Rundbogennischen mit den (ebenfalls) gemalten Königsstatuen. Zu diesem Zeitpunkt – drei Monate nach der Eröffnung der Generalstände – war diese Malerei also offenbar noch sichtbar.

## Gestaltung

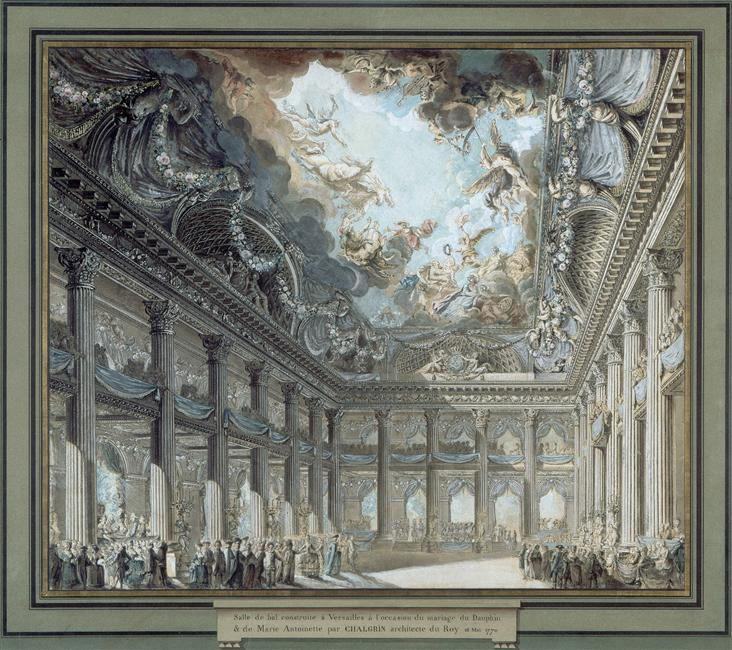
Temporärer Ballsaal 1770, Jean-François-Thérèse Chalgrin, Zeichnung, Tusche und Gouache

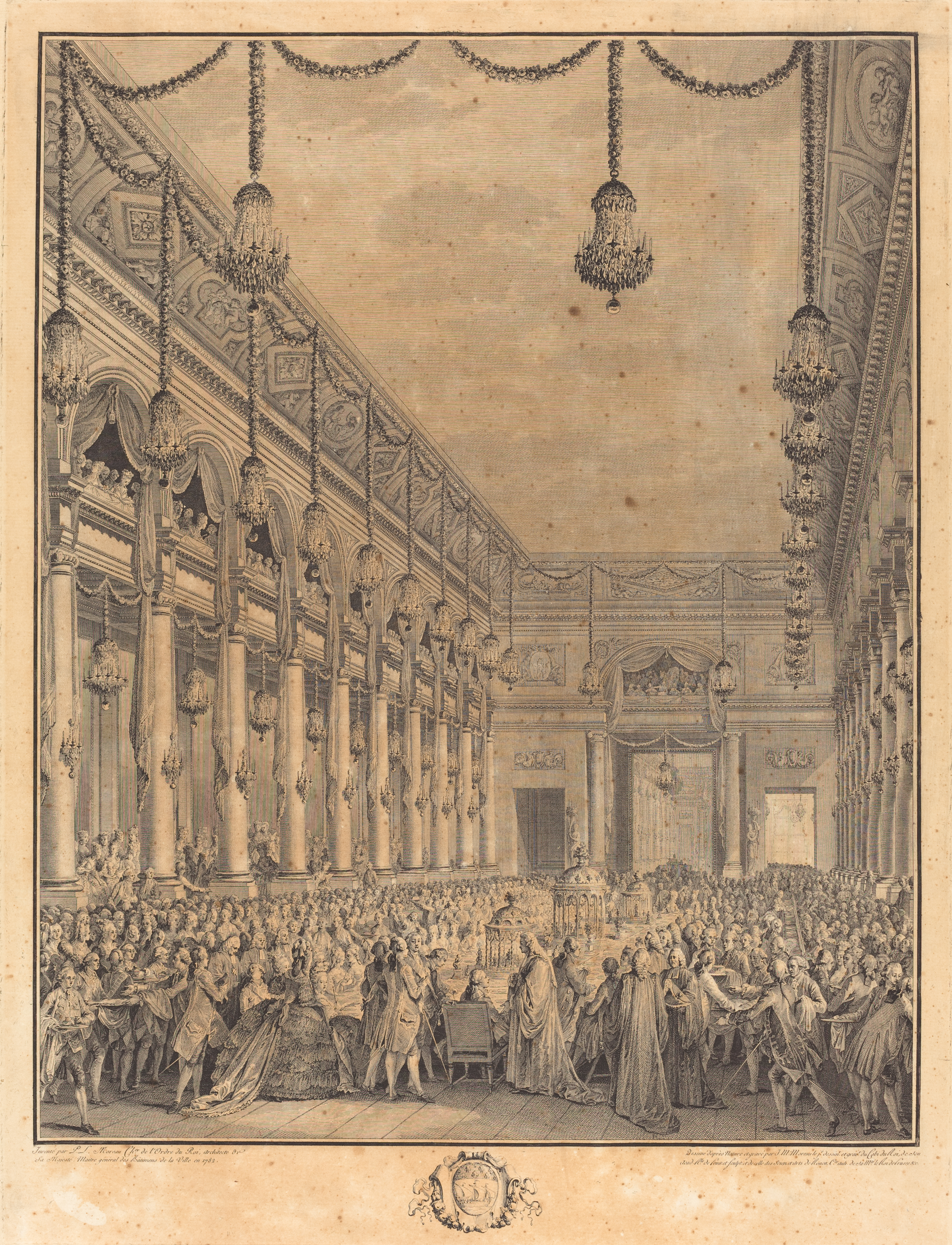
Stich nach eigener Zeichnung von Jean-Michel Moreau, genannt Moreau der Jüngere: (Temporäre) Galerie am Pariser Rathaus für Feierlichkeiten vom 21. bis 23. Januar 1782 anlässlich der Geburt des Thronfolgers

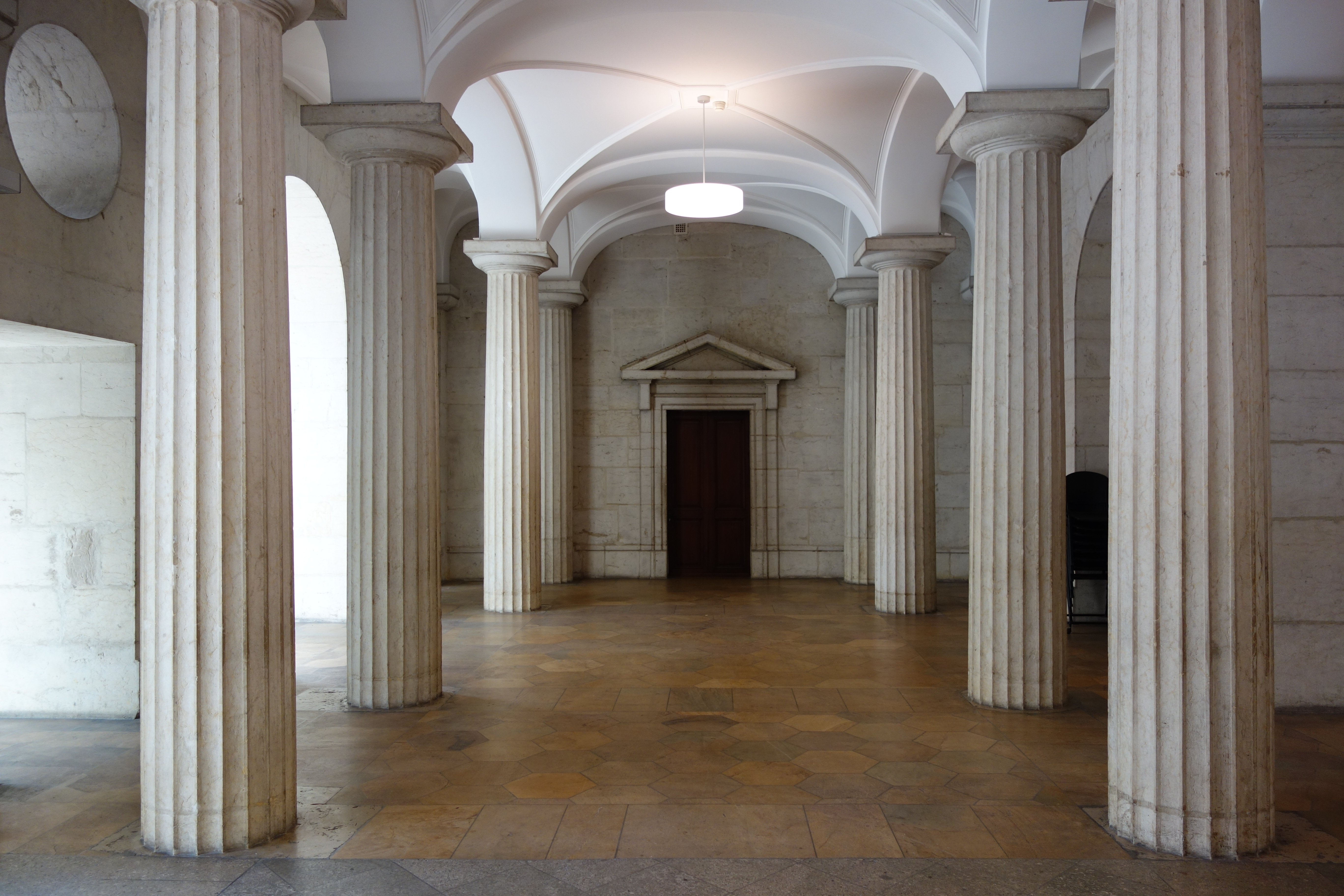
Rathaus von Neuchâtel, Eingangshalle bzw. "Péristyle"

Der Saal mit langem, breitem und hohem Mittelraum, an den Längsseiten flankiert von niedrigeren, schmalen Seitenräumen, verbunden durch Säulenreihen, zeigt gestalterisch Ähnlichkeiten mit Ballsälen bzw. Festräumen.
- Etwa mit dem temporären Ballsaal, errichtet 1770 von Jean-François-Thérèse Chalgrin für den österreichischen Botschafter Florimond-Claude, Graf von Mercy-Argenteau, anlässlich der Hochzeit des französischen Thronfolgers und nachmaligen Königs Ludwig XVI. mit der Erzherzogin Marie-Antoinette.[26]
- Auch mit dem temporären Ballsaal, errichtet im gleichen Jahr aus dem gleichen Anlass von Victor Louis für den spanischen Botschafter Joaquín Atanasio, Graf von Fuentes.[27]
- Oder zu der temporären Galerie am Pariser Rathaus, realisiert von Pierre-Louis Moreau-Desproux im Auftrag der Stadt Paris für Feierlichkeiten vom 21. bis 23. Januar 1782 anlässlich der Geburt des Thronfolgers am 22. Oktober 1781.[28]

Gerade der Vergleich mit dem letztgenannten Raum schärft den Blick für die Eigenheit des Saales von Pierre-Adrien Pâris in Versailles: mit den kannelierten dorischen Säulen ohne Basis sowie dem dorischen Gebälk mit Metopen und Triglyphen greift Pâris deutlich auf das Vorbild der griechischen Antike zurück. Diese griechisch-antike Säulenform hatte Pierre-Adrien Pâris vorher bereits Ende des Jahres 1783, Anfang des Jahres 1784 für die Eingangshalle des Rathauses in Neuchâtel vorgesehen.

## Umbau
In der Zeit zwischen der Eröffnung der Generalstände am 5. Mai 1789 und der Aufgabe des Saales durch die Nationalversammlung nach dem 15. Oktober 1789 erfolgte eine Reihe von Umbau-Arbeiten. Deren Kosten summierten sich auf insgesamt 102.632 Livre. Die wichtigste Umbau-Maßnahme war der Einbau (hauptsächlich Nachts) von ansteigenden Sitzplätzen für die Mitglieder der Nationalversammlung im Juni 1789. Errichtet wurden Sitzreihen auf einem Grundriss eines römisch-antiken Circus: mit zwei Halbkreisen zu Seiten eines mittleren Rechtecks. Die Ausrichtung des Saales wurde dabei um 90 Grad gedreht. Der königliche Thron nebst Baldachin an der östlichen Schmalseite, der während der Eröffnung der Generalstände den Saal dominiert hatte, war bereits am Tag nach der Eröffnung, am 6. Mai 1789, zusammen mit dem Baldachin abgebaut worden.